# Wiesneria triandra
Wiesneria triandra là một loài thực vật có hoa trong họ Alismataceae. Loài này được (Dalzell) Micheli miêu tả khoa học đầu tiên năm 1881.